# Carlton, New South Wales

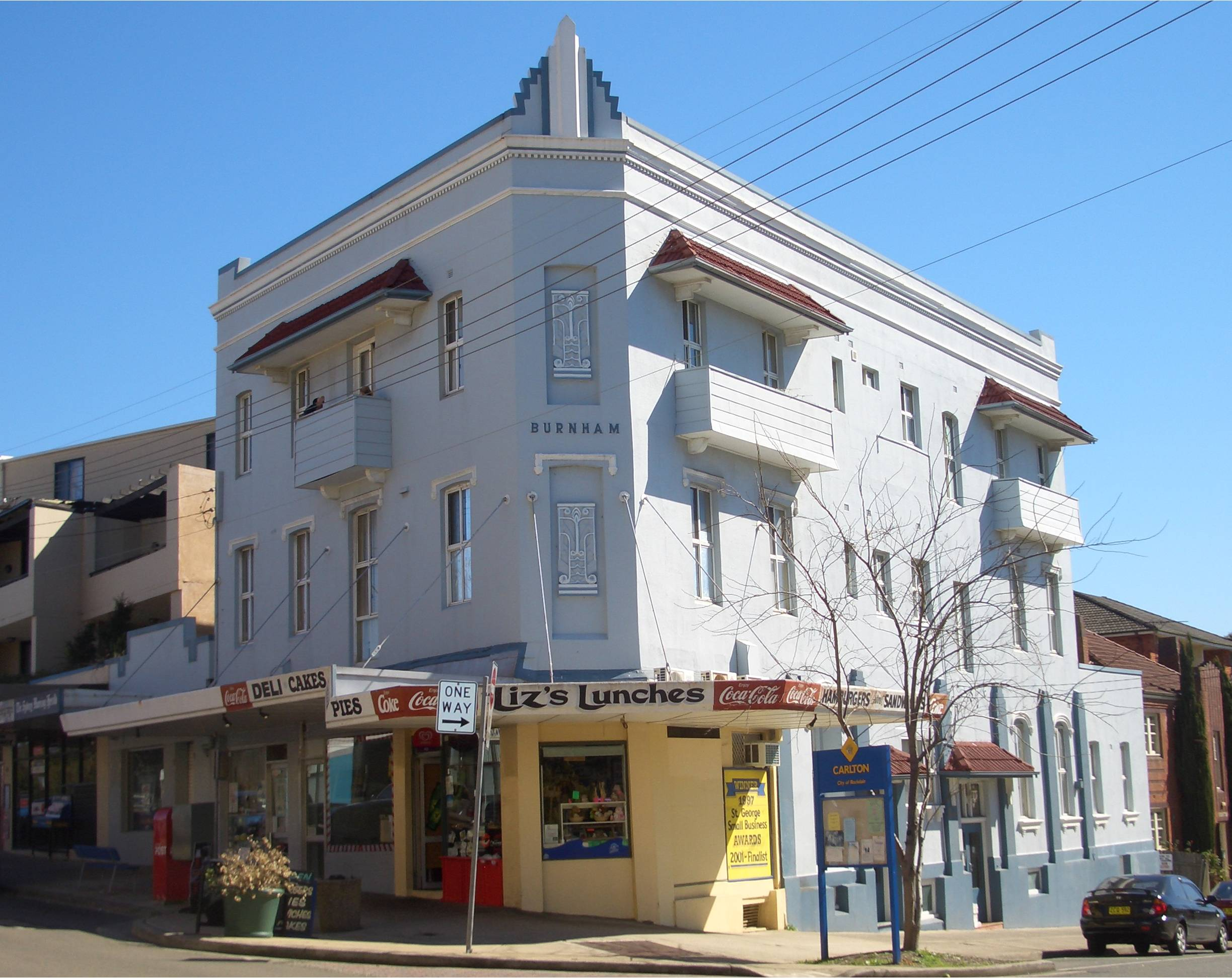
Carlton Parade, Carlton

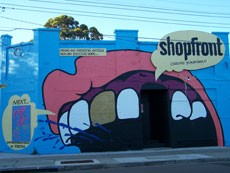
Shopfront Theatre, Carlton Parade

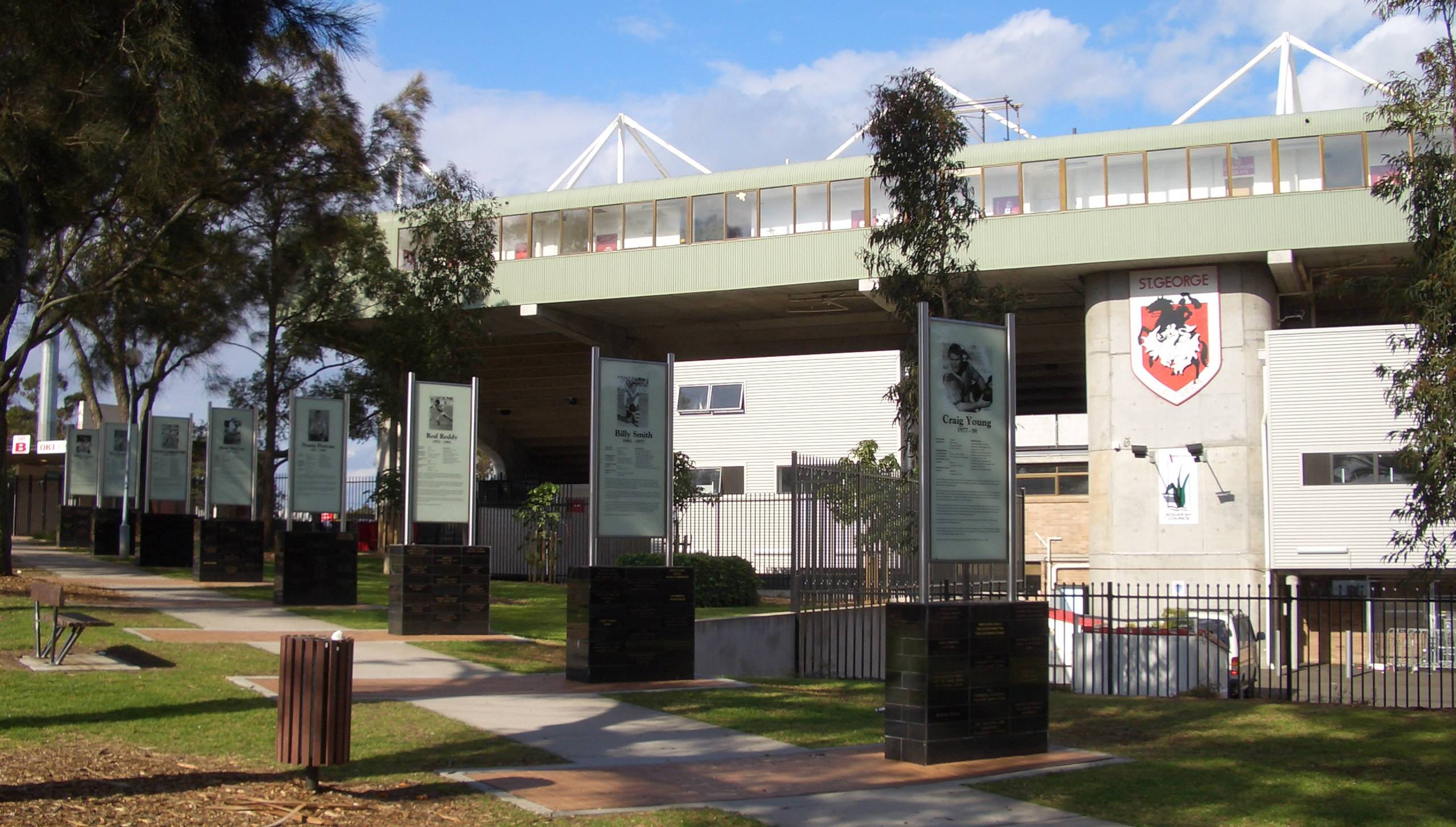
Jubilee Stadium and Walk of Fame, Park Street

Carlton este o suburbie în Sydney, Australia.